# 区 (叙利亚)
区是叙利亚的二级行政区划单位。叙利亚行政区划被划分为14个省级行政区穆哈法扎（阿拉伯语：محافظة，拉丁化：muḥāfaẓä，复数形式：محافظات 、muhafazat），在省级行政区下又被进一步划分为60个区，称为玛纳提克（阿拉伯语：منطقة， 拉丁化：manatiq，复数形式：مناطق、mintaqah）。
在区以下被划分为206个更低一级的行政区，称为纳瓦希（阿拉伯语：ناحية）。
叙利亚的60个区级行政区，都设有区首府，一般区级行政区均与其首府所在城镇同名。
区和纳瓦希的管理，由各省省长任命的官员负责，但须经叙利亚内政部部长的批准。这些官员与经选举产生的区议会的工作，主要是负责满足当地居民的生产生活需要和协调叙利亚中央政府与地方行政区、村落、部族首领、长老会之间的沟通，维护中央政府的权威等。
下面按照分省的方法列出了叙利亚下辖的所有区，（粗体字的区为该省的省首府所在地）。大马士革是一个省级行政区，但并不包括在此列表内，因为它本身是一个直辖市，属于大马士革省的一部分。请注意，库奈特拉省大部自1967年以来一直由以色列控制（参见：戈兰高地）。

## 叙利亚的区列表

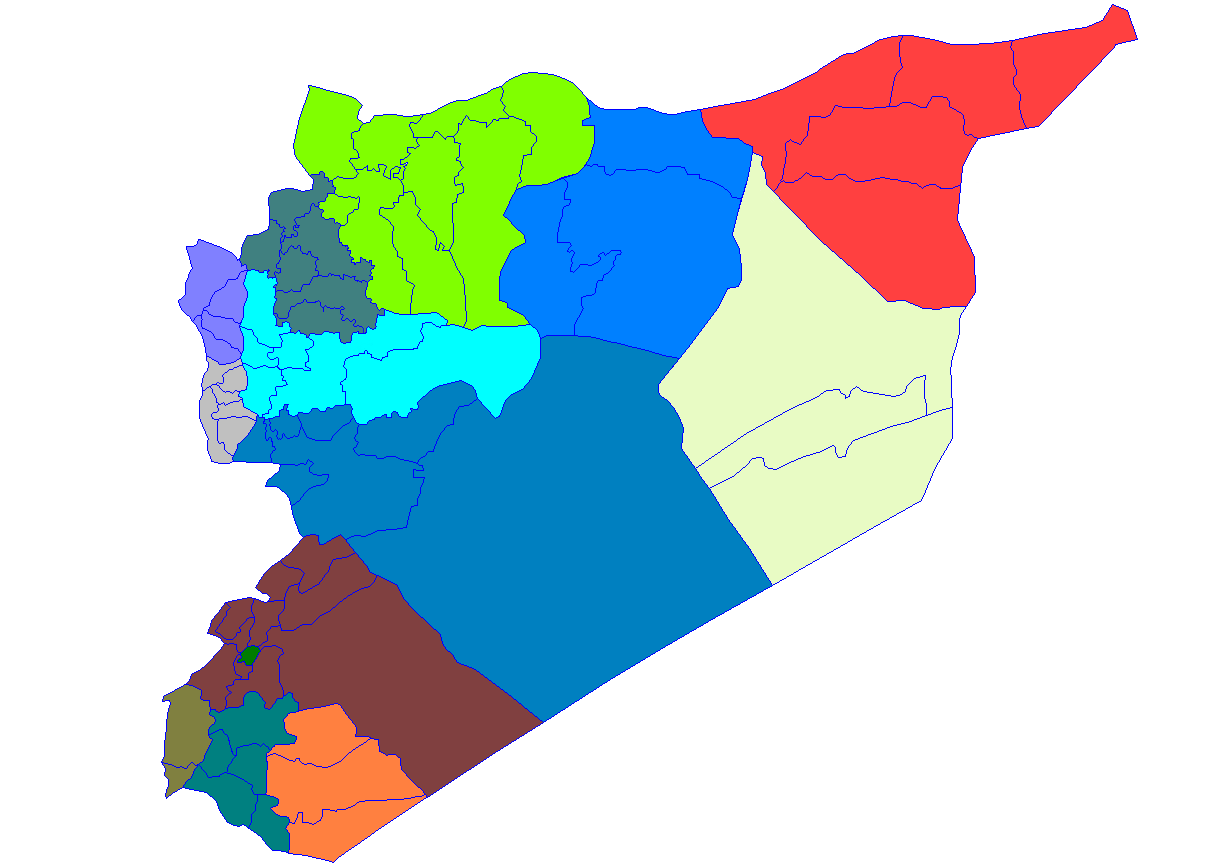
叙利亚各省位置示意图
哈塞克省
代尔祖尔省
拉卡省
阿勒颇省
伊德利卜省
拉塔基亚省
塔尔图斯省
哈马省
霍姆斯省
大馬士革農村省
苏韦达省
德拉省
库奈特拉省

### 哈塞克省
- 哈塞克区
- 卡米什利区
- 马利基耶区
- 艾因角區

### 阿勒颇省
- 賈巴爾薩曼區
- 阿扎兹区
- 阿夫林区
- 艾因阿拉伯区
- 阿塔勒布區
- 巴卜区
- 代爾哈菲爾區
- 賈拉布魯斯區
- 曼比季区
- 塞菲拉区

### 大馬士革市
- 大馬士革市

### 拉卡省
- 拉卡区
- 革命区
- 泰勒艾卜耶德区

### 苏韦达省
- 苏韦达区
- 塞勒海德区
- 舍赫巴區

### 德拉省
- 塞奈迈因区
- 德拉区
- 伊兹拉区

### 代尔祖尔省
- 阿布凯马勒区
- 迈亚丁区
- 代尔祖尔区

### 哈马省
- 苏恰拉比耶区
- 哈马区
- 邁斯亞夫區
- 瑪哈德區
- 塞莱米耶区

### 霍姆斯省
- 穆凯拉姆区
- 古賽爾區
- 拉斯坦區
- 霍姆斯区
- 泰德穆爾區
- 塔勒杜區
- 泰勒凯莱赫区

### 伊德利卜省
- 埃里哈區
- 哈利姆區
- 伊德利卜区
- 吉斯尔舒古尔区
- 迈阿赖努阿曼区

### 拉塔基亚省
- 哈法区
- 贾伯莱区
- 拉塔基亚区
- 卡尔达哈区

### 库奈特拉省
- 弗克区
- 库奈特拉区

### 大马士革農村省
- 古塔法区
- 奈卜克区
- 泰勒區
- 德拉雅区
- 馬爾凱茲大馬士革農村區
- 杜马区
- 蓋泰納區
- 庫德西亞區
- 耶卜魯德區
- 扎巴达尼区

### 塔尔图斯省
- 谢赫巴德尔区
- 巴尼亚斯区
- 杜拉基什区
- 薩菲泰區
- 塔尔图斯区